# Monte Manakau
El Manakau es un pico de montaña en la región de Canterbury de la isla Sur de Nueva Zelanda. Con 2.608 metros, es el pico más alto de la cordillera Kaikoura marítima.
Se han descrito cinco rutas a la cima, incluyendo la popular desde Barratts Bivvy (sin embargo, el propio bivvy fue destruido durante el terremoto de Kaikōura de 2016).
El agua de la montaña alimenta los ríos Waiau Toa / Clarence, Hapuku y Kowhai.